# 7-ма повітрянодесантна бригада (СРСР)
7-а пові́тряно-деса́нтна брига́да (7 пдбр) — повітряно-десантна бригада, військове з'єднання повітряно-десантних військ Радянського Союзу за часів Другої світової війни.

## Командування
- Командир:
  - Назаренко (з листопада 1943);
  - Федотов